# Alberto Zerain
Alberto Zerain Berasategi (Vitoria, España, 20 de agosto de 1961 - Nanga Parbat, Pakistán, 24 de junio de 2017) fue un alpinista de élite español, conocido por haber realizado escaladas de gran envergadura en los más importantes macizos montañosos y haber ascendido diez de las catorce montañas más altas del planeta (todas ellas sin ayuda de oxígeno suplementario, excepto el Everest). Se le da por fallecido tras su desaparición, junto a Mariano Galván, a causa de una avalancha durante su intento de coronar el Nanga Parbat por la arista Mazeno.

## Carrera hacia los catorce ochomiles
Tras iniciarse en la espeleología, Alberto toma contacto con la escalada a los 17 años, practicando este deporte en su entorno más cercano, como las escuelas de Egino o Atxarte. Poco después, comienza a adentrarse en Pirineos y Picos de Europa. En 1981 viaja a Alpes, a donde volverá en numerosas ocasiones y realizará ascensiones como la cara norte del Eiger o el corredor Gervasutti en solitario, en 1985.
Su primera toma de contacto con las grandes altitudes se produce en 1983, en la Cordillera Blanca (Los Andes, Perú). Tras realizar otras grandes escaladas en Sudamérica, como el Fitz Roy, en Patagonia, o varios 'seismiles' en Bolivia y Ecuador, en 1993 realiza su primera incursión al Himalaya, de mano de una expedición alavesa, donde inicia su carrera en los 'ochomiles', ascendiendo el Monte Everest, por la cara sur. Dos años después, hollaría en solitario la cima del Makalu, en la que sería su primera expedición junto a Juanito Oiarzabal, quien ha sido un importante compañero en su carrera.
El nombre de Alberto Zerain empieza a ser conocido en el ámbito del alpinismo español y, en el año 2000, comienza a formar parte de las emisiones del programa televisivo Al filo de lo imposible, donde interpreta a Andrew Irvine en una recreación de la famosa expedición británica de 1924. Su participación en el programa le vale para alcanzar las cimas del Lhotse (2001) y Gasherbrum I y II (2006), así como para compartir cordada con otros grandes alpinistas como Òscar Cadiach o Juan Vallejo, entre otros.
En 2008, en el K2, Alberto realiza en solitario una de sus ascensiones que más repercusión ha tenido, ya que hace cumbre el mismo día que una avalancha acaba con la vida de 11 montañeros. El vitoriano valoró que el frágil estado de unos seracs, junto con la aglomeración de gente en el Campo 4, provocaban una situación potencialmente peligrosa, por lo que decidió salir a por la cumbre directamente desde el Campo 3 y aligerar lo máximo posible el ascenso y el descenso, escapando así del alud que provocaría la tragedia.
La gran fortaleza física y el compañerismo montañero de Alberto quedaron patentes en 2009, tras su veloz ascenso al Kangchenjunga donde, además de subir desde el Campo 4 a cumbre y bajar al Campo Base en sólo 20 horas, participó en el auxilio a otros alpinistas que se encontraban en dificultades. La hazaña le costó algunas congelaciones en los pies, de las que acabó recuperándose.
Los años 2010 y 2011 estuvieron marcados por los respectivos intentos fallidos al Everest, por el corredor Hornbein y al Nanga Parbat por la difícil arista Mazeno.
En 2016, retoma de nuevo el himalayismo, volviendo a formar equipo con Juanito Oiarzabal para abordar su ambicioso proyecto '2x14x8000', por el que acompañaría al veterano alpinista en su objetivo de ascender dos veces los catorce 'ochomiles'. Justo antes de empezar el ataque a la cumbre del Dhaulagiri, Juanito tuvo que retirarse debido a problemas respiratorios causados por un trombo. Alberto continuó con éxito la ascensión en compañía del argentino Mariano Galván, en sólo 10 horas. Con Oiarzabal temporalmente retirado del proyecto, Alberto prosigue con sus objetivos bajo el reto '2x14x8000', amparado por su entidad patrocinadora.
Fiel a su afán de alejarse de las rutas más convencionales, el buen funcionamiento de la fuerte cordada 'Zerain-Galván', tuvo como fruto el propósito de abrir una nueva vía en el Manaslu. Aunque finalmente esto no sería posible, ambos lograron hacer cumbre en solitario por la ruta normal, donde el argentino realizó una sorprendente subida desde el Campo Base a la cumbre sin detenerse. 
En pleno apogeo de su carrera hacia los catorce 'ochomiles', llega en 2017 su décima cumbre, que coincide con la décima montaña en altura, el Annapurna, considerada, junto al K2, la más peligrosa de las cumbres de más de 8000 metros. En esta ocasión, le acompaña Jonatan García. Tras comprobar el mal estado de la ruta alemana, deciden intentarlo por la francesa, famosa por la cantidad de avalanchas que la arrasan. No obstante, en la planificación de la ruta coinciden con la cordada italiana formada por la pareja Romano Benet y Nives Meroi y los cuatro logran hollar cima el 11 de mayo.

## Accidente en el Nanga Parbat
Para aprovechar la aclimatación adquirida en el Annapurna, menos de un mes después de su ascensión, Alberto vuelve a formar cordada con Mariano Galván, quien fuera su compañero en las expediciones al Dhaulagiri y Manaslu, y ambos ponen rumbo a Pakistán para intentar la cumbre de la novena montaña más alta del planeta, el Nanga Parbat (8125 m.), en la cordillera del Karakorum.
En esta ocasión, se marcan el reto de retomar en estilo alpino la arista Mazeno. Con sus 11 km de largo y su terreno escarpado, y orientada de oeste a este, esta arista separa las vertientes Diamir (oeste) y Rupal (sur-sureste) para finalmente llegar hasta la cumbre. Se trata de una de las rutas más largas y técnicas. No en vano, desde que se intentara por primera vez, en 1979 por unos franceses, esta arista sólo ha sido ascendida con éxito en una ocasión: en 2012, por los escoceses Sandy Allan y Rick Allen, un año después del fallido intento de Alberto Zerain. Su merecida fama la hacer ser considerada uno de los grandes desafíos del ochomilismo.
Alberto y Mariano llegan al Campo Base el día 15 de junio y comienzan a acometer los primeros metros de la Mazeno el día 19. Tras ascender a buen ritmo, ganan 1000 m de altura en el primer día, pero el mal tiempo les obliga a montar un campamento a 5600 m. y detenerse durante 3 días. El día 23, comunican vía teléfono satélite con su equipo y les hacen saber que se encuentran en buen estado de salud y progresando a buen ritmo por la arista. Por la radiobaliza que portan, se sabe que en la madrugada del día 24 continúan la marcha durante unas 6 horas, llegando a una altitud de 6270 m. a las 06:14 h. Una hora más tarde, la posición de la radiobaliza los sitúa a unos 158 m. más abajo de la arista y alejados de esta unos 180 m. hacia la vertiente Rupal. La radiobaliza continúa emitiendo hasta las 22:20, cuando finalmente se apaga. Tres días más tarde, el 27, su equipo hace pública esta situación a través de la web oficial de '2x14x8000', afirmando que, desde el 24, no tienen comunicación con los montañeros.
El día 28 se envía un helicóptero a sobrevolar la zona. A bordo va el alpinista Alex Gaván, que se encuentra en el Campo Base del Nanga Parbat, pero el mal tiempo hace que, tras tres horas de búsqueda, no se obtengan resultados. Durante los siguientes dos días, el mal tiempo persiste y resulta imposible el envío de un nuevo helicóptero. Los alpinistas Alberto Iñurrategi, Mikel Zabalza y Juan Vallejo, que se encuentran en los campos base del Gasherbrum I y II, se ofrecen para ayudar en un hipotético rescate si fuese necesario pero, el día 1 de julio, el tiempo mejora y a las 06:00, hora pakistaní, Gaván vuela de nuevo en el helicóptero.
Tras sobrevolar en dos ocasiones la zona marcada por las últimas posiciones de la radiobaliza, se encuentran restos de una avalancha que hacen desaparecer la esperanza de encontrarlos con vida.

## Ochomiles coronados
- Everest (8848 m.) en 1993
- Makalu (8465 m.) en 1995
- Lhotse (8516 m.) en 2001
- Gasherbrum I (8080 m.) en 2006
- Gasherbrum II (8034 m.) en 2006
- K2 (8611 m.) en 2008
- Kangchenjunga (8586 m.) en 2009
- Dhaulagiri (8167 m.) en 2016
- Manaslu (8163 m.) en 2016
- Annapurna (8091 m.) en 2017